# San Fernando (California)
San Fernando es una ciudad ubicada al noroeste del Condado de Los Ángeles, Estados Unidos. Según el censo de 2000, la ciudad contaba con 23.564 habitantes. La ciudad fue bautizada debido a La Misión del Señor Fernando, Rey de España, y está completamente rodeada por la ciudad de Los Ángeles, limitando al norte con Sylmar, Lake View Terrace al este, Pacoima al sur, y Mission Hills al oeste.
A diferencia de otras ciudades del Valle de San Fernando, no aceptó la anexión por parte de Los Ángeles en los años 1910, con el fin de utilizar las reservas de agua del Acueducto de Los Ángeles. Las reservas de aguas subterráneas le permitieron permanecer como una ciudad separada. Aun cuando el Valle de San Fernando se transformó de un área agrícola a un suburbio tras la Segunda Guerra Mundial, San Fernando conservó su independencia.

## Geografía
San Fernando está ubicado en 34°17′14″N 118°26′20″O / 34.28722, -118.43889 (34.287251, -118.438836).
Según la Oficina del Censo de los Estados Unidos, la ciudad tiene un área total de 6,2 km².

## Demografía
Según el censo de 2000, la ciudad tenía 23.564 habitantes, 5.774 residencias y 4.832 familias. La densidad de población era de 3.822,7 hab/km². La composición racial de la ciudad era 42,76% blancos, 0,98% afroamericanos, 1,69% amerindios, 1,12% asiáticos, 0,11% isleños del Pacífico, 49,35% de otras razas y 3,98% de dos o más razas. Los hispanos o latinos de cualquier raza conforman el 89,28% de la población.
Había 5.774 residencias, de las cuales el 52,8% tenía niños menores de 18 años, 59,1% eran habitadas por matrimonios, 16,4% por mujeres sin esposo y el 16,3% no tenía familias. El 12,4% del total estaban habitadas por una sola persona, y el 5,6% era una persona de 65 años o más. El tamaño promedio de las familias era de 4,33 miembros.
Del total de la población, un 34,4% era menor de 18 años, 11,4% entre 18 y 24 años, 32,1% entre 25 y 44, 15,0% entre 45 y 64 y 7,0% era mayor de 65 años. La edad media era de 27 años. Por cada 100 mujeres había 101,7 hombres.